# Böhönye
Böhönye es un pueblo ubicado en el distrito de Marcali, en el condado de Somogy, Hungría.

## Superficie
Posee una superficie de 64,17 kilómetros cuadrados.

## Demografía
Hasta 2019 la población era de 2174 habitantes, con una densidad de población de 33,88 habitantes por kilómetro cuadrado.